# 巴克坦布 (嵩佳氏)
巴克坦布（穆麟德轉寫：baktambu，1733年—1797年），嵩佳氏，正藍旗滿洲人，清朝大臣、將領，官至都統，封爵雲騎尉。

## 生平
早年為閒散旗人。乾隆八年（1743年），承襲雲騎尉世職。二十五年（1760年），選授護軍營副護軍參領。三十五年（1770年），升調健銳營前鋒參領，出師雲南支援清緬戰爭。
三十七年（1772年），第二次金川之役，四川總督桂林分一支部隊由巴克坦布率領，自喇嘛寺繞攻郭松。三十八年（1773年），清軍攻克拉約，進兵至策爾丹色木，地勢險峻，巴克坦布率兵強攻，金川兵棄碉逃跑。三十九年（1774年）三月，巴克坦布先與藍翎侍衛阿滿泰擊敗由庚額特（今屬金川縣曾達鄉）出寨襲擊清軍的金川兵；奏報到京，乾隆帝諭：「至此次賊番竟敢從庚額特了口前來，經阿滿泰、巴克坦布等帶兵奮擊，殲賊頗多，甚為可嘉，著存記檔案，俟攻得馬爾邦，一併奏請交部優敘」。隨後巴克坦布再強攻佔領庚額特，有功，賞加副將銜。十一月，授直隸山永協副將，率兵攻打穆谷。四十年（1775年），巴克坦布率兵攻打馬爾邦，屢戰皆捷。大小金川平定，八月，升授雲南昭通鎮總兵。獲得圖像紫光閣，列在平定金川後五十功臣，由詞臣作贊：「前鋒參領，簡列行陣，屢戰折衝，洊授協鎮，搤庚額特，鎗箭並發，料勝心精，得烏夜突。」
四十二年（1777年）三月，乾隆帝召見。四月，進京覲見時，乾隆帝看見任職總兵的巴克坦布戴著花翎，便詢問由來，巴克坦布回答是因為由前鋒參領補授總兵後，在軍營任事，將軍大人等令其照常配戴花翎，乾隆帝認為巴克坦布作戰辛勞，仍准戴用，但花翎本是為了獎賞在軍營奮勉的人員，不應含混浮濫戴用，令軍機大臣詳查。四十六年（1781年）三月，因雲南提督海祿回京覲見，雲貴總督福康安奏准由巴克坦布暫署雲南提督。四十八年（1783年）四月，任滿，召見。
五十三年（1788年）十月，召見入京。乾隆帝諭留京，署理鑲黃旗漢軍副都統。十二月初四日，實授正白旗蒙古副都統。五十四年（1789年），兼授管理火器營大臣、公中佐領。五十六年（1791年）五月初四日，授護軍營鑲藍旗護軍統領。六月十七日，調任鑲紅旗滿洲副都統。五十九年（1794年）十月十七日，升正紅旗蒙古都統。
嘉慶元年（1796年），川楚教亂爆發，九月，乾隆帝命巴克坦布率健銳營、火器營兵赴湖北永保軍營，並賞銀一百兩；因教亂規模尚不明確，乾隆帝要求永保與河南巡撫景安斟酌形勢，派人探查，向帶兵增援的巴克坦布等人明白告知。十一月，抵達湖北，白蓮教兵集結於湖北襄陽縣黃龍壋，被清軍擊敗後，剩餘白蓮教眾又煽動襄陽、棗陽已降清的教眾再次起事，分竄各地，巴克坦布率兵從東南截擊，進兵至萬店，白蓮教首領姚之富已向西遁逃、攻擊棗陽，又渡滚河西上。代辦四川總督英善等奏報達州直隸州東鄉縣屯聚白蓮教餘眾，竄入橫子山一帶，太平縣屬通天觀等處尚有賊匪聚集，清軍兵力不足，需要陝西兵援助。乾隆帝諭：「巴克坦布、阿爾薩朗、訥音、碩雲保俱係特派帶領京兵大員，到營後自應會籌妥辦」，怒斥永保漫無調度、擁兵萬餘人卻只會尾隨而不迎擊，導致賊軍東西橫行蹂躪各地，將永保革職逮京治罪，並申斥巴克坦布等人：「巴克坦布等何以率行聽從（永保），默無一言？行軍之道總應公同籌酌，如調度合宜，固不應稍存意見，若佈置失當，豈有旁觀坐視聽其指使之理？姑念伊等甫抵該處，是以從寬暫免治罪。」十二月，巴克坦布追擊白蓮教兵到河南鄧州趙家集，白蓮教兵退回湖北襄陽，上諭質疑各路將帥只追不堵，在白蓮教眾偷渡滾河時未能迎擊，追至蕭家岡後未攔截，導致再度竄回襄陽泰山廟地方，令「恆瑞、慶成、巴克坦布、阿爾薩朗、訥音、碩雲保，姑令戴罪立功，俟平定後統計功罪」。
二年（1797年）正月，巴克坦布偕同河南南陽鎮總兵王文雄在禹山、湯山迎擊白蓮教兵，景安也率兵到達，清軍四面圍攻，殲滅白蓮教兵一千餘人，追到丹江再陣斬八百二十餘人、生擒張正林等三百餘人，繳獲大量糧食、牛馬、器械。二月，進剿劉家港，白蓮教兵企圖退走，巴克坦布偕同理藩院尚書惠龄繞行到白蓮教營壘後方，擊殺一百餘人、生擒首領劉文舉等七人。同月，追擊捕獲首領劉起榮、解送京師，巴克坦布獲賞金合銀絲合大小荷包。三月，白蓮教眾焚掠保安驛站後，折由裕州沿山西竄、退出河南，向西南方湖北省境內大山逃竄，景安、王文雄奮力追擊；巴克坦布在武勝關防堵，上諭要求與慶成會合由應山縣一帶追蹤進剿；隨後巴克坦布偵查得知白蓮教首領李全、王廷詔、姚之富在該支教眾內，恆瑞帶兵截擊，上諭要求巴克坦布、慶成繞道南召縣，與恆瑞夾擊。
四月，隨清軍主力收復鄖西縣。五月，進擊黃龍鋪，殺敵六百餘人。閏六月，陝甘總督兼攝四川總督宜綿奏報四川東部地方經高名貴傳教，教眾人數眾多，恐怕有潛伏的教匪，令巴克坦布及訥音帶兵加入穆克登阿一路剿截掃蕩，上諭重申應只追捕首領，如果擒獲首領則黨徒自會瓦解，如官兵大規模搜捕則會激發更多教派滋事叛亂。同月，巴克坦布突然因中暑病死於軍中。上諭：「巴克坦布在軍營中暑病故，雖非歿於行陣，究係病亡可憫，著該部查例議卹。」七月十六日，上諭依陣亡例賜卹，以子富英承襲雲騎尉，授三等侍衛。